# Mari Boya
Mari Boya (født 13. april 2004 i Catalonien) er en spansk motorsportskører, der konkurrerer i Formel Regional European Championship med Van Amersfoort Racing-holdet.